# Promegatherium
Il promegaterio (gen. Promegatherium) è un mammifero xenartro estinto, appartenente ai folivori. Visse nel Miocene superiore (circa 9–7 milioni di anni fa) e i suoi resti fossili sono stati ritrovati in Sudamerica.

## Descrizione
Questo animale era di grosse dimensioni, soprattutto se rapportato ad altri bradipi terricoli vissuti in precedenza, come Hapalops: si suppone che Promegatherium potesse oltrepassare i tre metri di lunghezza. Questo animale era molto simile al ben noto Megatherium, dal quale si differenziava (oltre che per le dimensioni minori) per alcune caratteristiche più antiquate: il diastema era già scomparso e i denti assomigliavano a quelli di Megatherium, ma erano più bassi e compressi antero-posteriormente. La mandibola conservava una sinfisi poco prolungata e il ramo orizzontale era poco profondo; il margine inferiore era però arrotondato. Il ramo montante della mandibola, inclinato all'indietro, andava a coprire l'ultimo molare, mentre il condilo mandibolare era ancora basso. Il forame postero-esterno del canale dentale era visibile lateralmente. È possibile che da una delle specie ascritte a questo genere si siano sviluppati i generi più derivati della famiglia Megatheriidae, tra cui lo stesso Megatherium ed Eremotherium, attraverso uno sviluppo della taglia, della struttura dei denti e della mandibola.

## Classificazione
Il genere Promegatherium venne descritto per la prima volta nel 1883 da Florentino Ameghino, sulla base di resti fossili ritrovati in Argentina nella zona del Paranà, in terreni della fine del Miocene. A questo genere sono state ascritte varie specie, ma attualmente le uniche riconosciute sono Promegatherium smaltatus (la specie tipo) e P. parvulum. La specie P. nanum, precedentemente ascritta a questo genere, è stata poi ascritta a un genere a sé stante, Eomegatherium.
Promegatherium è un tipico rappresentante dei megateriidi, un gruppo di bradipi terricoli sviluppatisi nel corso del Miocene, che diedero origine a forme gigantesche (come lo stesso Megatherium, lungo sei metri) nel Pliocene e nel Pleistocene. Promegatherium, come indica il nome, è potenzialmente ancestrale a queste forme di enormi dimensioni.